# Manon Melis
Manon Melis és una davantera de futbol amb 135 internacionalitats i 59 gols pels Països Baixos del 2004 al 2016, quan es va retirar de la selecció. És la màxima golejadora històrica de la selecció, i va jugar un Mundial i dues Eurocopes.
Ha jugat a les lligues dels Països Baixos, Suècia i els Estats Units. A Suècia va ser màxima goleadora al 2008, 2010 i 2011.

## Trajectòria
| Temporades  | Club                 | Selecció (fases finals) | Títols                 |
| ----------- | -------------------- | ----------------------- | ---------------------- |
|             | RVVH Ridderkerk      |                         |                        |
| 06/07       | Be Quick'27          |                         |                        |
| 2007 - 2011 | LdB Malmö            | Eurocopa 2009           | 2 Lligues, 1 Supercopa |
| 2012        | Linköpings FC        |                         |                        |
| 2013        | LdB Malmö            | Eurocopa 2013           | 1 Lliga                |
| 2014 - 2015 | Kopparbergs Göteborg | Mundial 2015            |                        |
| 2016 - act. | Seattle Reign        |                         |                        |